# Губарев, Иван Андреевич
Иван Андреевич Губарев (1876 — ?) — рабочий, депутат Государственной думы II созыва от Московской губернии.

## Биография
По происхождению из крестьян. Окончил начальное сельское училище. Работал крахмальщиком на бумагопрядильной фабрике Товарищества мануфактур Щербакова в селе Озёры Коломенского уезда Московской губернии. Состоял в РСДРП.
6 февраля 1907 избран во Государственную думу  II созыва от общего состава выборщиков Московского губернского избирательного собрания. По мнению В. Ф. Джунковского Губарев в то время занимал крайне левую позицию. Вошёл в Социал-демократическую фракцию, примыкал к её меньшевистскому крылу. В работе думских комиссий участия не принимал. Проходил по делу Социал-демократической думской фракции. По суду ввиду недоказанности его виновности  был признан оправданным.
Дальнейшая судьба и дата смерти неизвестны.